# La Bombonera
Sân vận động Alberto J. Armando (tiếng Tây Ban Nha: Estadio Alberto J. Armando) là một sân vận động bóng đá nằm ở quận La Boca của Buenos Aires. Được biết đến rộng rãi với tên gọi La Bombonera (phát âm tiếng Tây Ban Nha: [la βomboˈneɾa]; tiếng Việt: Hộp sô-cô-la) do hình dáng của sân, với một khán đài "phẳng" ở một bên của sân và ba khán đài dốc bao quanh phần còn lại của sân vận động. Sân có sức chứa 57.200 chỗ ngồi.
Sân vận động thuộc sở hữu của Boca Juniors, một trong những câu lạc bộ bóng đá hàng đầu của Argentina. Hình dạng bất thường của sân vận động đã khiến sân có âm thanh tuyệt vời và cổ động viên Boca được đặt biệt danh là "La Doce" ("Cầu thủ thứ 12"). Mặt sân của La Bombonera có kích thước tối thiểu theo quy định của FIFA - 105m x 68m.
Sân vận động này được nhiều người coi là một trong những sân vận động tiêu biểu nhất trên thế giới, và đã được Chính quyền thành phố tự trị Buenos Aires tuyên bố là điểm quan tâm của công chúng.
Đây là sân nhà của Boca Juniors, đội có hơn 16 triệu cổ động viên (cao nhất ở Argentina). Sân cũng được sử dụng làm nơi tổ chức buổi hòa nhạc. Các nghệ sĩ biểu diễn trước đây tại La Bombonera bao gồm Lenny Kravitz, Elton John, James Blunt, Bee Gees và Backstreet Boys.

## Lịch sử

### Bối cảnh

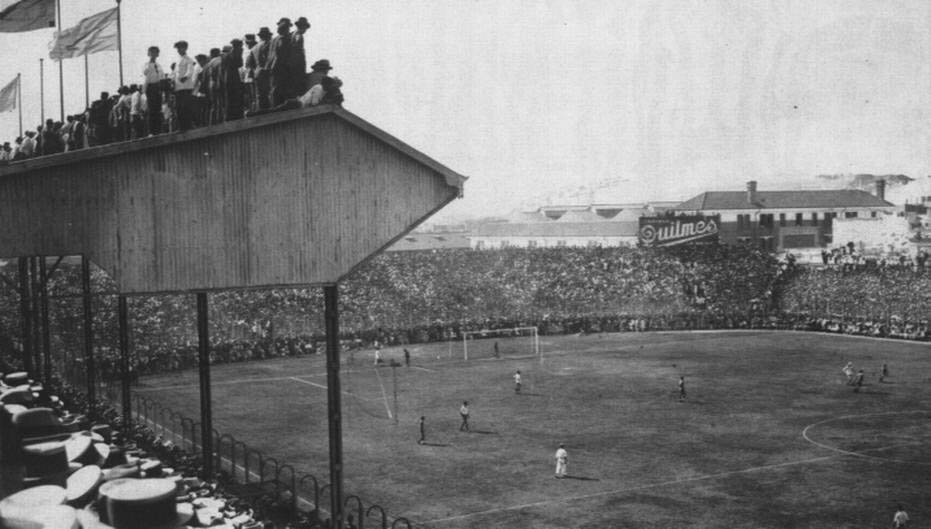
Sân vận động cũ của Boca Juniors ở Brandsen và Del Crucero, nơi Boca Juniors thi đấu từ năm 1924 đến năm 1938.

Trước khi đến La Bombonera, Boca Juniors đã sử dụng một số địa điểm trước khi chuyển đến Brandsen hiện tại. Sân đầu tiên của câu lạc bộ được đặt tại Dársena Sur của cảng Buenos Aires cũ (hiện là Puerto Madero) và Isla Demarchi trước khi chuyển đến Brandsen và Del Crucero (hiện là Del Valle Iberlucea) vào năm 1924. Câu lạc bộ đã xây dựng một sân vận động ở đó. Đây sẽ được sử dụng làm địa điểm tổ chức của họ cho đến khi xây dựng La Bombonera tại cùng một địa điểm.
Năm 1931, ban chỉ đạo của Boca Juniors (do chủ tịch Ruperto Molfino đứng đầu) mua lại khu đất từ Thành phố Buenos Aires với giá 2.200.000 peso Argentina. Ba năm sau, câu lạc bộ công bố lời kêu gọi đấu thầu xây dựng sân vận động mới của mình. Dự án cuối cùng đã được cấp cho văn phòng kiến trúc Delpini-Sulcic-Bes, mà cũng sẽ là thiết kế Trung tâm mua sắm Abasto vào những năm 1990.
Sân vận động cũ (vẫn còn các khán đài bằng gỗ) được sử dụng lần cuối vào ngày 10 tháng 4 năm 1938, trước khi bị phá bỏ để xây dựng sân vận động mới tại vị trí cũ. Trong khi La Bombonera đang được xây dựng, Boca Juniors đã chơi các trận sân nhà của họ tại Sân vận động Ferro Carril Oeste.

### Khánh thành và những lần tân trang sau đó

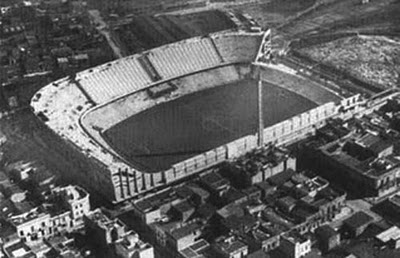
Sân vận động đang được xây dựng.

Sân vận động cuối cùng đã mở cửa vào ngày 25 tháng 5 năm 1940, với trận đấu giao hữu giữa Boca và San Lorenzo, đội chủ nhà giành chiến thắng 2–0 với cả hai bàn thắng được ghi bởi Ricardo Alarcón. Do sân vận động không có hệ thống chiếu sáng nên trận đấu chỉ diễn ra trong 70 phút (hai hiệp 35 phút mỗi hiệp).
Trận đấu chính thức đầu tiên tại sân vận động mới là vào ngày 2 tháng 6 năm 1940, khi Boca Juniors đánh bại Newell's Old Boys với tỷ số 2–0. Ricardo Alarcón (người đã ghi bàn trong trận mở màn gặp San Lorenzo) đã ghi bàn thắng chính thức đầu tiên tại địa điểm mới.

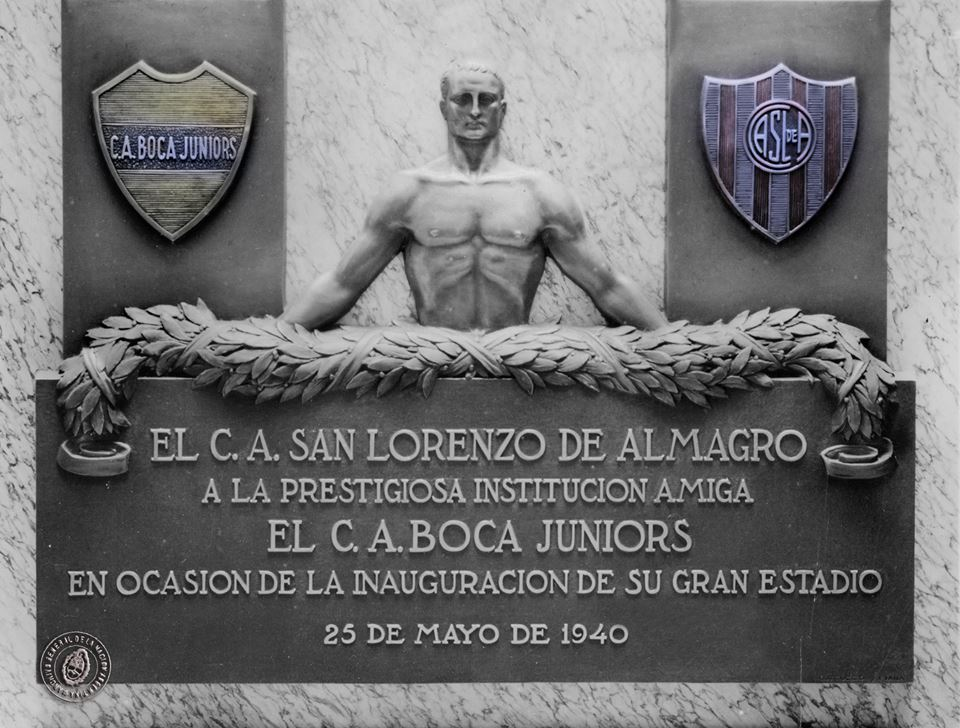
Tấm bảng do San Lorenzo de Almagro tặng nhân dịp khánh thành La Bombonera, tháng 5 năm 1940.

Sau khi sân vận động được khánh thành, câu lạc bộ tiếp tục giới thiệu việc tân trang lại để mở rộng sức chứa. Kết quả là vào ngày 16 tháng 11 năm 1941, một tầng thứ hai đã được mở ở phía bắc của sân vận động, gần ga xe lửa Casa Amarilla. Khán đài được đặt tên là "Natalio Pescia" để vinh danh một trong những cầu thủ quan trọng trong lịch sử của Boca Juniors. Năm 1949, câu lạc bộ quyết định xây thêm tầng thứ ba, đồng thời bổ sung thêm hệ thống chiếu sáng. Tất cả những công trình đó được hoàn thành vào năm 1953; tầng thứ ba này đã đặt cho sân vận động biệt danh lâu dài: La Bombonera. Boca Juniors đã ăn mừng bằng trận giao hữu với câu lạc bộ Nam Tư NK Hajduk Split, kết thúc với tỷ số 1–1.

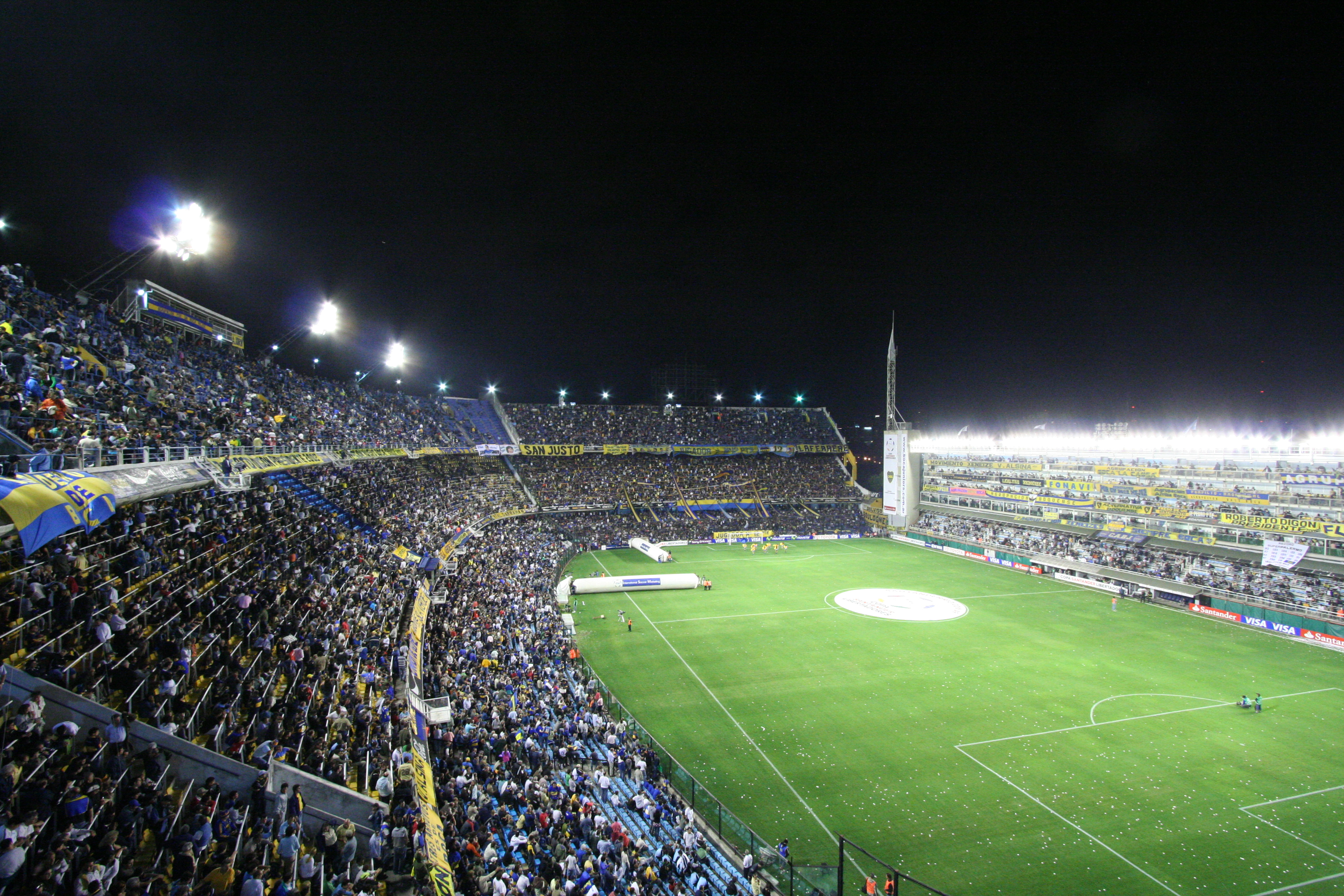
La Bombonera trong một trận đấu ban đêm với Colo Colo, với những chiếc hộp được tân trang lại ở bên phải, tháng 3 năm 2008.

Sân vận động được đặt tên vào ngày 20 tháng 4 năm 1986, bởi Chủ tịch đội Antonio Alegre để vinh danh Camilo Cichero, một cựu chủ tịch của đội đã bắt đầu làm việc tại La Bombonera. Sân được đổi tên vào ngày 27 tháng 12 năm 2000, bởi Chủ tịch Mauricio Macri để vinh danh Alberto Armando, chủ tịch của đội trong thời kỳ hồi sinh của nó trong những năm 1960 cũng như một đối tác kinh doanh cũ của cha ông Francisco Macri. Sân vận động đã được mở rộng và hiện đại hóa trong nhiệm kỳ của Macri, đặc biệt là với việc bổ sung vào năm 1996 của một tầng thứ tư; và một cánh bao gồm khu vực báo chí, hộp VIP, bảo tàng và các văn phòng. Mặt ngoài của sân vận động sau đó được trang trí bằng các tác phẩm của các họa sĩ Rómulo Macció và Pérez Celis.
Kể từ đó, La Bombonera không được tu sửa cho đến năm 1996 khi chủ tịch Mauricio Macri quyết định mở rộng sức chứa lên 57.500 khán giả. Công việc bao gồm việc phá bỏ các hộp bên trên đường Del Valle Iberlucea, thay thế chúng bằng một giá đỡ nhỏ và các hộp mới và hiện đại (với cấu trúc kim loại) được đặt ở đó. Bombonera "mới" được tái mở cửa trong một trận giao hữu với Club Universidad de Chile thắng Boca Juniors với tỷ số 3–1.
Một màn hình điện tử đã được lắp đặt vào năm 2008, khiến sân vận động của Boca Juniors trở thành địa điểm thứ ba ở Argentina có công nghệ này, sau các sân vận động Vélez Sársfield và River Plate. Vào đầu năm 2012, hơn 500 chỗ ngồi đã được thay thế và 500 chỗ khác được bổ sung, một phần của xây dựng bốn hộp bổ sung.